# Робер Піше
Робер Піше (фр. Robert Piché) — канадський льотчик цивільної авіації. Здобув всесвітню популярність після інциденту 24 серпня 2001 року з рейсом 236 компанії Air Transat, на якому він був першим пілотом. Коли у літака A330-200, який летів за маршрутом Торонто — Лісабон, відмовили обидва двигуни, Робер Піше разом з другим пілотом Дірком де Ягером здійснили найдовше в історії реактивної авіації планування і посадили літак з трьома сотнями людей на борту на авіабазі на Азорських островах.

## Рання біографія
Робер Піше народився 5 листопада 1952 року в Квебеку в сім'ї Поля і Естель Піше. Робер був їх третьою дитиною з чотирьох (у нього було два брати і сестра). Коли Роберу було 8 років, вся родина переїхала в Мон-Жолі (фр. Mont-Joli ).
Незабаром він вступає до коледжу в Шикутімі, який закінчує в 1973 році, отримавши вищу освіту, а також права на водіння літака, після чого влаштовується в Quebecair. У 1983 році він втрачає роботу в авіакомпанії і через фінансові труднощі погоджується на доставку наркотиків з Ямайки. Але при посадці заповненого наркотиками літака на місцевий аеропорт в Джорджії Піше заарештовують поліцейські, які випадково знаходилися там в цей час. В результаті Робера засуджують до 10 років в'язниці, і він потрапляє в Гарден-Сіті в Редсівілле, де виявляється єдиним канадцем з восьмисот ув'язнених. 20 березня 1985 року, після 16 місяців ув'язнення, Робера Піше звільняють з в'язниці, замінивши реальний термін на умовний. У 2000 році він був повністю реабілітований.
Після повернення в Канаду, Пише переїжджає в Нунавут в місто Ікалуїт. Там він пробує різні професії, в тому числі працює барменом, бар-менеджером, таксистом. Нарешті, в 1995 році, у віці 43 років, він влаштовується в авіакомпанію Air Transat і в тому ж році знайомиться зі своєю майбутньою дружиною Регіною. В авіакомпанії Робер Пише досить скоро дослужується від пілота до капітана Lockheed L-1011, а з 2000 року стає капітаном на Airbus A330.

## Рейс 236
24 серпня 2001 року Піше був командиром A330, що летів рейсом 236 Торонто — Лісабон. Під час польоту над Атлантичним океаном в правому двигуні через неналежний ремонт лопнув паливний шланг. Робер Піше і другий пілот Дірк де Ягер спочатку вирішили, що короткочасні сигнали про несправності паливної системи і про переохолодження масла в двигунах викликані несправністю в комп'ютері. Незважаючи на доводи другого пілота, Пише не хотів визнати, що на відносно новому літаку виникла настільки серйозна несправність.
Після появи сигналу про дисбаланс палива в крилах Пише всупереч керівництву з льотної експлуатації літака (FCOM) дав команду на перекачку палива з лівого крила в праве. Коли підрахований Ягером баланс палива не зійшовся з розрахунковим, Піше, не припиняючи перекачку, приймає рішення про поворот до Азорських островів, які на той момент знаходилися в 320 кілометрах. Незабаром через нестачу палива зупинився правий двигун, а ще через 13 хвилин — лівий. На борту літака знаходилися 306 чоловік: 293 пасажири і 13 членів екіпажу. Пише при непрацюючих основних гідросистемах зумів знизити вертикальну і горизонтальну швидкість і зайти на посадку на авіабазі Лажеш.
О 6:45 рейс 236 компанії Air Transat здійснив аварійну посадку. Незважаючи на те, що швидкість при посадці була на 20 % вище рекомендованої (370 проти 310 км/г), Пише зумів зупинити літак. При гальмуванні вибухнули 8 шин з 10. Ніхто з 306 пасажирів літаку не загинув. Кілька пасажирів і членів екіпажу отримали травми при аварійній евакуації.

## Подальша біографія
Після рейсу 236 Піше став всесвітньо відомим. Більшість пасажирів були португальцями, тому в Португалії пілотів високо шанували. Але всього через два дні журналісти дізналися про його кримінальне минуле. Проте, в авіакомпанії пілоту заявили, що знали про його попередню судимість раніше і не мають наміру його звільняти, порахувавши, що висока популярність Пише принесе для авіакомпанії більше користі, ніж шкоди.
У 2002 році Міжнародна асоціація пілотів вручила Піше і Ягеру Нагороди за зразкову льотну майстерність. У жовтні 2017 року Робер Пише завершив роботу в Air Transat і закінчив кар'єру пілота комерційної авіації.
Також від імені Фонду Роберта Пише він проводить конференції, щоб допомогти організаціям, що працюють з людьми, котрі відчувають залежність (від алкоголю та наркотиків).
Піше одружений, виховує трьох дітей.

## У медіа
Роберу Пише присвячений напівбіографічній франко-канадський фільм 2010 року Піше: Між небом і землею, де в ролі льотчика знявся актор Мішель Коте.
Образ Піше пародіює капітан авіалайнера Пішетт, персонаж канадського мультсеріалу «Довбануті голови».